# Distritos dos Territórios do Noroeste
A vastidão dos Territórios do Noroeste do Canadá fez com que, na maior parte de sua história, fosse dividido em diversos distritos para facilitar a administração. Estas divisões territoriais foram abolidas em 1999.

## 1882
- Distrito de Alberta
- Distrito de Athabasca
- Distrito de Assiniboia
- Distrito de Saskatchewan

## 1895
- Distrito de Franklin
- Distrito de Ungava
- Distrito de Yukon
- Distrito de Mackenzie
- Distrito de Athabasca